# Episodi di JAG - Avvocati in divisa (prima stagione)
La prima stagione della serie televisiva JAG - Avvocati in divisa è stata trasmessa in prima visione negli Stati Uniti d'America dalla NBC dal 23 settembre 1995 al 15 luglio 1996. I primi dodici episodi hanno come soggetto indagini e azioni militari; il tredicesimo descrive un processo che si svolge in un'aula della procura militare con alcuni personaggi principali che esercitano come avvocati difensori o accusatori. Un tema che successivamente si ripeterà frequentemente. In questa prima stagione è collega del capitano di corvetta Harmon Rabb Jr. il sottotenente di vascello Meg Austin che verrà sostituita nella successiva dal maggiore dei Marine, quindi di lui parigrado, Sarah "Mac" MacKenzie.
In Italia è stata trasmessa in prima visione da Rai 2 nel 1997.
| nº | Titolo originale                | Titolo italiano                   | Prima TV USA      | Prima TV Italia  |
| -- | ------------------------------- | --------------------------------- | ----------------- | ---------------- |
| 1  | A New Life - Pilot (Part 1 & 2) | Un caso inquietante (1 e 2 parte) | 23 settembre 1995 | 16 novembre 1997 |
| 2  | A New Life - Pilot (Part 1 & 2) | Un caso inquietante (1 e 2 parte) | 23 settembre 1995 | 16 novembre 1997 |
| 3  | Shadow                          | Ombra                             | 30 settembre 1995 | 23 novembre 1997 |
| 4  | Desert Son                      | Il figlio dell'eroe               | 7 ottobre 1995    | 23 novembre 1997 |
| 5  | Déja Vu                         | Morte ad Arlington                | 21 ottobre 1995   | 23 novembre 1997 |
| 6  | Pilot Error                     | Errore umano                      | 4 novembre 1995   | 1997             |
| 7  | War Cries                       | Urla di guerra                    | 11 novembre 1995  | 1997             |
| 8  | Brig Break                      | L'evasione                        | 2 dicembre 1995   | 1997             |
| 9  | Scimitar                        | Scimitar                          | 9 dicembre 1995   | 1997             |
| 10 | Boot                            | Suicidio a Parris Island          | 6 gennaio 1996    | 1997             |
| 11 | Sightings                       | Avvistamenti                      | 13 gennaio 1996   | 14 dicembre 1997 |
| 12 | The Brotherhood                 | Fratellanza                       | 3 febbraio 1996   | 1997             |
| 13 | Defensive Action                | Azione difensiva                  | 13 marzo 1996     | 1997-1998        |
| 14 | Smoked                          | Sigari cubani                     | 20 marzo 1996     | 1997-1998        |
| 15 | Hemlock                         | Hemlock                           | 27 marzo 1996     | 11 gennaio 1998  |
| 16 | High Ground                     | Posizione di vantaggio            | 3 aprile 1996     | 1997-1998        |
| 17 | Black Ops                       | Operazioni speciali               | 10 aprile 1996    | 11 gennaio 1998  |
| 18 | Survivors                       | Superstiti                        | 17 aprile 1996    | 1998             |
| 19 | Recovery                        | Sabotaggio spaziale               | 1 maggio 1996     | 1998             |
| 20 | The Prisoner                    | Il prigioniero                    | 8 maggio 1996     | 1998             |
| 21 | Ares                            | Ares, il dio della guerra         | 22 maggio 1996    | 1998             |
| 22 | Skeleton Crew                   | Accusato                          | 15 luglio 1996    | 1998             |

## Un caso inquietante (prima e seconda parte)
- Titolo originale: A New Life - Pilot (Part 1 & 2)
- Diretto da: Donald P. Bellisario
- Scritto da: Donald P. Bellisario e Jonathan Robert Kaplan

### Trama
Il tenente di vascello Harmon Rabb e la sua collega, il sottotenente di vascello Caitlin "Kate" Pike, indagano a bordo della USS Seahawk dove una donna, navigatore di F-14 Tomcat, viene gettata fuori bordo. I due avvocati del JAG devono scoprire cos’è successo. Durante le indagini viene rivelato il passato di Rabb, ossia quello di ex pilota imbarcato che, durante una missione, a causa di un problema di vista si schianta col suo aereo e il suo navigatore rimane ucciso nell’incidente. A bordo della USS Seahawk si trovano sotto indagine, il fratello del navigatore morto nello schianto di Rabb, e il compagno di missione del padre, che dirige il gruppo aereo imbarcato. Le indagini proseguono, si scopre che la donna uccisa era sposata in segreto con un membro dell'equipaggio, e aveva scritto una lettera di dimissioni poi cancellata. Nel finale quando giunge un ordine di attacco alfa su postazioni bosniache il tenente Rabb decide di rimpiazzare come navigatore il tenente morto e andare in missione. Durante il sorvolo viene scoperto che l'obbiettivo dell'assassino non era il navigatore ma una donna pilota. Durante un sorvolo delle postazioni l'aereo del tenente viene colpito e il pilota ferito, costretto a prendere i comandi il tenente riesce in un appontaggio sulla portaerei con il velivolo danneggiato salvando la vita al pilota. L'assassino si rivela essere il segnalatore che entrato in competizione con la donna pilota, voleva ucciderla.

## Ombra
- Titolo originale: Shadow
- Diretto da: Donald P. Bellisario
- Scritto da: Donald P. Bellisario

### Trama
Un sottomarino nucleare durante una esercitazione di una nuova arma, lancia un siluro ombra, il programmatore però ha intenzione di ricattare il governo statunitense chiedendo 40 milioni in oro oppure farà detonare il siluro su una nave da crociera. Harm viene inviato a bordo di un sottomarino con il suo nuovo partner, il tenente Megan Austin, dove devono contrattare il riscatto e evitare che il siluro colpisca la nave. Durante le indagini scoprono che il siluro può essere controllato solo se vicino al computer. Quindi con una trappola riescono a far credere all'attentatore che il siluro ha cambiato bersaglio puntando proprio sul sottomarino, costringendolo a disattivarlo e farlo implodere salvando la nave da crociera.

## Il figlio dell'eroe
- Titolo originale: Desert Son
- Diretto da: Joe Napolitano
- Scritto da: Robert Crais, Evan Katz e Donald P. Bellisario

### Trama
Durante una esercitazione del corpo dei Marines, avviene un errore nella comunicazione delle coordinate di lancio, ciò causa sette feriti gravi. Harm e Meg devono scoprire se il figlio di un ex comandante del corpo, che si dichiara colpevole è veramente colpevole. Dopo le iniziali opposizione del capitano a capo della operazione, e la sparizione dei nastri delle comunicazione. Dopo un iniziale chiusura del caso con l'assoluzione del confesso, il caso viene riaperto e si scopre che è stato tutto un piano del tenente che aveva inizialmente confessato, infatti era andato in servizio ubriaco.

## Morte ad Arlington
- Titolo originale: Dejà Vù
- Diretto da: Doug Lefler
- Scritto da: Evan Katz]

### Trama
Harm e Meg indagano su alcuni omicidi avvenuti al cimitero nazionale di Arlington, il tenente della marina ucciso è stato visto abbandonare una festa con la moglie dell'ambasciatore tailandese. Durante le indagini la moglie dell'ambasciatore mostra insofferenza verso il dispotismo del marito e un interesse amoroso verso Harm. Dopo aver interrogato il custode del cimitero, Harm e Meg vengono bersagliati da un cecchino, che si rivela essere il capo della sicurezza dell'ambasciata. L'uomo confessa gli omicidi, ma qualcosa non convince Meg che inizia a sospettare della moglie dell'ambasciatore. Lei uccideva gli uomini per rancore verso il padre, un ufficiale di marina statunitense che aveva messo incinta sua madre e poi abbandonata.

## Errore umano
- Titolo originale: Pilot Error
- Diretto da: Les Landau
- Scritto da: Jack Orman, Robert Cochran e Donald P. Bellisario

### Trama
Un pilota della marina statunitense piuttosto spericolato muore perché dopo aver intrapreso un volo rovesciato si schianta con il suo aereo dotato di un dispositivo di guida automatica durante una esercitazione congiunta. Nonostante la fama del pilota, suo carissimo amico, Harmon, che sta indagando, contro il parere di tutti sospetta un difetto nell'automatismo e non un errore umano. La situazione si complica quando, la compagnia che progetta l'apparecchio mette in giro la voce che il defunto avesse una relazione extraconiugale con una collega, rimasta tra l'altro incinta in passato.

## Urla di guerra
- Titolo originale: War Cries
- Diretto da: Duwayne Dunham
- Scritto da: R. Scott Gemmill

### Trama
Un Caporale dei Marines, in servizio presso l'Ambasciata americana peruviana a Lima, uccide un ragazzo di 15 anni, penetrato furtivamente all'interno dell'Ambasciata. Harm e Meg devono stabilire se il Marine ha agito per legittima difesa, oppure se ha ucciso un innocente disarmato. Il caso si complica quando viene scoperta l'appartenenza del ragazzo all'organizzazione guerrigliera Sendero Luminoso.

## L'evasione
- Titolo originale: Brig Break
- Diretto da: Jim Johnston
- Scritto da: Reuben Leder e Robert Cochran

### Trama
Un gruppo di detenuti fugge da un carcere militare prendendo in ostaggio Meg. Harm e il tenente Pike corrono in aiuto della collega, dovendo anche cercare di sventare un tentativo di furto d'armi.

## Scimitar
- Titolo originale: Scimitar
- Diretto da: John McPherson
- Scritto da: Robert Cochran

### Trama
Un marine viene fatto prigioniero in Iraq durante la dittatura di Saddam Hussein per aver sconfinato erroneamente. Viene rinviato a giudizio per spionaggio e su invito dell'Iraq la marina manda come difensori Harm e Mac ad affrontare un processo farsa. In realtà la missione di Harm è recuperare il prigioniero e fuggire con il supporto dei Navy SEAL e l'aiuto di un misterioso e sconosciuto doppiogiochista iracheno.

## Suicidio a Parris Island
- Titolo originale: Boot
- Diretto da: Jim Johnston
- Scritto da: Lucian K. Truscott IV

### Trama
Una recluta marine donna muore impiccata alla corda di un muro di allenamento nel campo di addestramento. Harm si reca sul posto in via ufficiale mentre Meg si traveste da recluta per indagare sotto copertura. Anche se in apparenza sembra un incidente si comprende che si tratta di un suicidio o di un omicidio e i sospetti cadono sulle due istruttrici estremamente severe. Anche il comandante della base ha un atteggiamento omertoso.

## Avvistamenti
- Titolo originale: Sightings
- Diretto da: Tom Del Ruth
- Scritto da: Evan Katz

### Trama
Una bambina viene rapita. In apparenza sembrano siano stati degli alieni. La presenza di una base militare abbandonata alimenta il mistero.

## Fratellanza
- Titolo originale: The Brotherhood
- Diretto da: Michael Zinberg
- Scritto da: R. Scott Gemmill e Donald P. Bellisario

### Trama
Un marine nero viene trovato ferito gravemente e in coma su una spiaggia teatro di una esercitazione di sbarco. In un primo tempo viene sospettato un movente razzista, ma ben presto le indagini portano al mondo delle bande di strada.

## Azione difensiva
- Titolo originale: Defensive Action
- Diretto da: Raymond Austin
- Scritto da: Terry Curtis Fox

### Trama
Il CAG (comandante gruppo aereo imbarcato), capitano di vascello Thomas Boone, abbatte un elicottero serbo, sostenendo di averlo visto sparare a due piloti eiettatisi dal loro aereo in fiamme. Il neo-promosso tenente comandante Rabb e la sottotenente di vascello Austin sono incaricati della sua difesa presso la Corte marziale, che deve giudicare la correttezza o meno della manovra del CAG.

## Sigari cubani
- Titolo originale: Smoked
- Diretto da: Jim Johnston
- Scritto da: Donald P. Bellisario

### Trama
A causa di un fulmine, un F-14 Tomcat della Marina è costretto a un atterraggio di emergenza a Cuba. Il nuovo comandante del JAG, ammiraglio Chegwidden, incarica Harm, Meg e il comandante Krennick di condurre le trattative per ottenere il più presto possibile il rilascio dell'aereo, in quanto contenente un nuovo e sofisticato software. L'intento è quello di evitare che il software venga copiato dai cubani.

## Hemlock
- Titolo originale: Hemlock
- Diretto da: Jim Johnston
- Scritto da: Robert Cochran, Jack Orman e Donald P. Bellisario

### Trama
Un killer internazionale (di cui si conosce solo il nome in codice, "Hemlock") entra sotto falso nome nel Pentagono e ruba l'itinerario di un'alta personalità politica russa, nome in codice "Shepard", in visita segreta a Washington. L'itinerario viene inviato via fax per errore a Meg; Hemlock si presenta nel suo ufficio per prendere il fax e quindi le spara, ferendola gravemente. Harm e il comandante Krennick sono incaricati dall'ammiraglio Chegwidden di cercare e trovare il killer, prima che questo riesca ad assassinare "Shepard".
- Guest star: Oliver North (se stesso)

## Posizione di vantaggio
- Titolo originale: High Ground
- Diretto da: Raymond Austin
- Scritto da: Robert L. McCullough e Greg Strangis

### Trama
Il sergente tiratore dei Marines Ray "Gunny" Crockett si ribella all'ordine di trasferimento dalla base di addestramento dove opera e spara un colpo al veicolo del suo superiore, il colonnello Gordon. L'ammiraglio Chegwidden, che deve la vita al sergente Crockett, invia Harm e Meg a difenderlo, ma egli evade dal carcere e si dà alla macchia. Harm si inoltra nel bosco assieme ai Marines incaricati di scovarlo, con l'intento di salvargli la vita.

## Operazioni speciali
- Titolo originale: Black Ops
- Diretto da: Raymond Austin
- Scritto da: Peter Lance, Greg Strangis e Robert L. McCullough

### Trama
Il figlio di una senatrice, un pilota di marina muore durante un addestramento con i Navy SEAL. Harm e Meg si trovano a gestire un'indagine difficile tra la madre che grazie al suo potere incalza gli inquirenti, non nascondendo il suo disprezzo per la vita militare e le scelte del figlio, e i seal che nascondono la verità.

## Superstiti
- Titolo originale: Survivors
- Diretto da: Greg Beeman
- Scritto da: R. Scott Gemmill, Donald P. Bellisario e Jack Orman

### Trama
L'ex Colonnello dei Marines Matt "Gooch" Anderson fugge con il figlio, invece di riportarlo alla moglie divorziata. Il colonnello è convinto che il figlio sia la reincarnazione del proprio amico Digger, disperso in Vietnam. Harm si mette alla ricerca del Colonnello, prima che questi sia trovato e catturato, o ucciso, da uno sceriffo eccessivamente zelante, incaricato di arrestarlo.

## Sabotaggio spaziale
- Titolo originale: Recovery
- Diretto da: Joe Napolitano
- Scritto da: Jack Orman

### Trama
La missione militare di uno Space Shuttle viene fermata poco prima del lancio a causa di una perdita dai serbatoi di idrogeno liquido. Durante l'evacuazione dell'equipaggio, il carrello di emergenza contenente il capitano di corvetta Atkins cade, a causa del cedimento del cavo di sostegno, causando la morte dell'astronauta. Harm e Meg indagano sull'accaduto e ben presto scoprono l'esistenza di un piano di sabotaggio, che pare coinvolga il capitano di corvetta Lowrey, un vecchio rivale di Harm.

## Il prigioniero
- Titolo originale: The Prisoner
- Diretto da: Michael Zinberg
- Scritto da: Evan Katz

### Trama
Harm viene abbordato e fatto prigioniero dalla Marina cinese mentre è in crociera solitaria al largo di Hong Kong. I militari cinesi cominciano un severo interrogatorio per farsi dire da Harm quale sarebbe la presa di posizione degli Stati Uniti nel caso la Cina dovesse attaccare per conquistare le isole di Matsu e Quemoy, attualmente sotto l'amministrazione di Taiwan. Mentre Meg e il comandante Krennick si adoperano per cercare di sapere dove viene trattenuto Harm, e come fare a liberarlo, Harm sente una voce provenire da una cella collocata immediatamente sotto alla sua: è quella di un prigioniero americano, catturato tanti anni prima in Vietnam.

## Ares, il dio della guerra
- Titolo originale: Ares
- Diretto da: Raymond Austin
- Scritto da: Eric Hall e Jack Orman

### Trama
Il Tenente Mason, un ufficiale in servizio su un cacciatorpediniere della Marina americana, viene ucciso a Okinawa, in Giappone, durante una libera uscita. Harm e il Tenente Pyke si imbarcano sul Cacciatorpediniere per interrogare il commilitone che era con lui, e per stabilire se il movente sia l'odio per i militari americani di stanza nel porto giapponese, oppure se l'omicidio sia legato al dispositivo "Ares", un sofisticato software di gestione degli armamenti installato sul cacciatorpediniere, del quale il Tenente era uno dei tecnici addetti al controllo.

## Accusato
- Titolo originale: Skeleton Crew
- Diretto da: Donald P. Bellisario
- Scritto da: Donald P. Bellisario

### Trama
Il Tenente Diane Schonke viene trovata assassinata in un'automobile; Diane era una carissima amica di Harm, il quale avrebbe dovuto vederla la sera dell'omicidio. L'agente di sicurezza Tàcchino (Turque nell'originale inglese), che ha la competenza territoriale dell'indagine, a causa del coinvolgimento emotivo di Harm, chiede al JAG di escluderlo dall'inchiesta; il comandante Krennick decide quindi di affiancare Harm. I sospetti in un primo tempo cadono sul Tenente Lamm, ma la posizione di Harm diventa via via più critica.